# Іллігорськ
Іллігорськ (рос. Ильиногорск) — робітниче селище в Володарському районі Нижньогородської області Російської Федерації.
Населення становить 7045 осіб. Входить до складу муніципального утворення робітниче селище Ілліногорськ.

## Історія
Від 2009 року входить до складу муніципального утворення робітниче селище Ілліногорськ.

## Населення
| 1979  | 1989  | 1999  | 2002  | 2008  | 2009  | 2010  |
| ----- | ----- | ----- | ----- | ----- | ----- | ----- |
| 6192  | ↗8065 | ↗9050 | ↘8433 | ↘8142 | ↘8115 | ↘7963 |
| 2011  | 2012  | 2013  | 2014  | 2015  | 2016  | 2017  |
| ↘7937 | ↘7831 | ↘7689 | ↘7587 | ↘7560 | ↘7465 | ↘7363 |